# Wilhelm Emrich
Wilhelm Emrich (ur. 29 listopada 1909 w Nieder-Jeutz koło Diedenhofen, zm. 7 sierpnia 1998 w Berlinie) – niemiecki germanista.

## Życiorys
Studiował i doktoryzował się (1933) w zakresie filologii germańskiej we Frankfurcie nad Menem. Docenturę otrzymał na Uniwersytecie w Getyndze w 1949, a katedrę języka i literatury niemieckiej w 1953 na Uniwersytecie w Kolonii. Od 1956 był wykładowcą Wolnego Uniwersytetu w Berlinie Zachodnim.

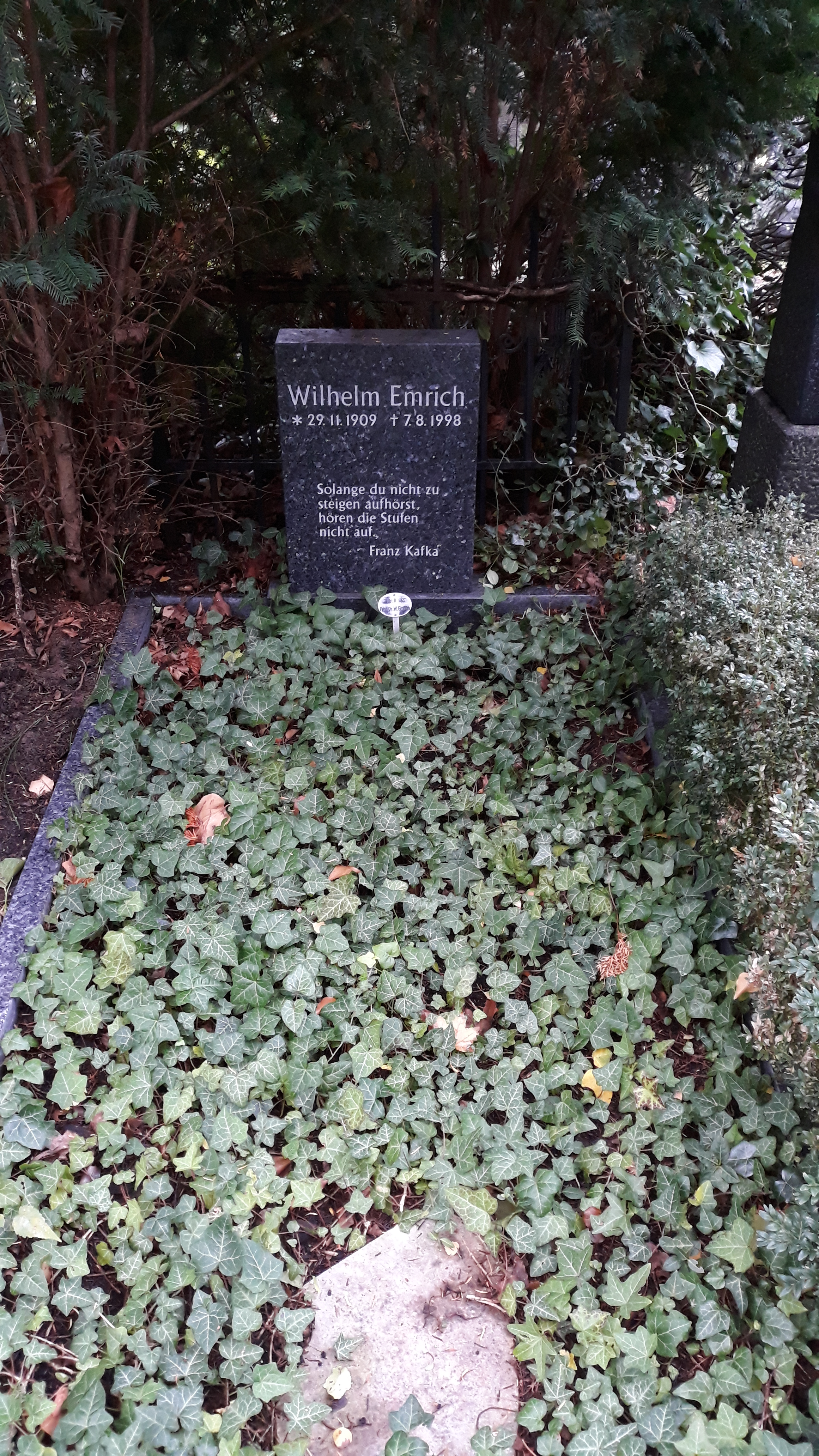
Grób na cmentarzu Luisen-Kirchhof II w Berlinie-Charlottenburgu

## Zainteresowania naukowe
Jego głównymi zainteresowaniami naukowymi była klasyczna i współczesna literatura niemiecka. Polemizował z ahistoryzmem "interpretacji immanentnej" oraz z redukcjonizmem interpretacji archetypowej i mitograficznej, postulując jednocześnie "dialektyczną syntezę formalizmu i realizmu" w badaniach nad literaturą. Uwydatniał poznawczotwórczą i dezalienacyjną rolę wielkiej poezji. Miała być ona elementem "rozumu estetycznego" i przez swoje obrazowe konstrukcje, w tym parabole, alegorie oraz symbole, przeciwstawiać się miała reifikacji (tak społecznej, jak i naukowej), ukazując perspektywy wolnej, rozumnej egzystencji człowieka. Krytykował te zjawiska we współczesnej literaturze, które były według niego przejawami absolutyzacji losu i absurdu, "mityzujące zafałszowania rzeczywistej dialektyki wolności i konieczności".

## Dzieła
Najważniejsze dzieła:
- Die Symbolik von Faust II (1943),
- Franz Kafka (1957),
- Protest und Verheissung (1960),
- Geist und Widergeist (1966),
- Polemik (1968)[1].